# Kościół św. Andrzeja Boboli w Gdańsku
Kościół świętego Andrzeja Boboli w Gdańsku – rzymskokatolicki kościół parafialny znajdujący się we Wrzeszczu Dolnym, w Gdańsku. Należy do dekanatu Gdańsk-Wrzeszcz archidiecezji gdańskiej.

## Historia

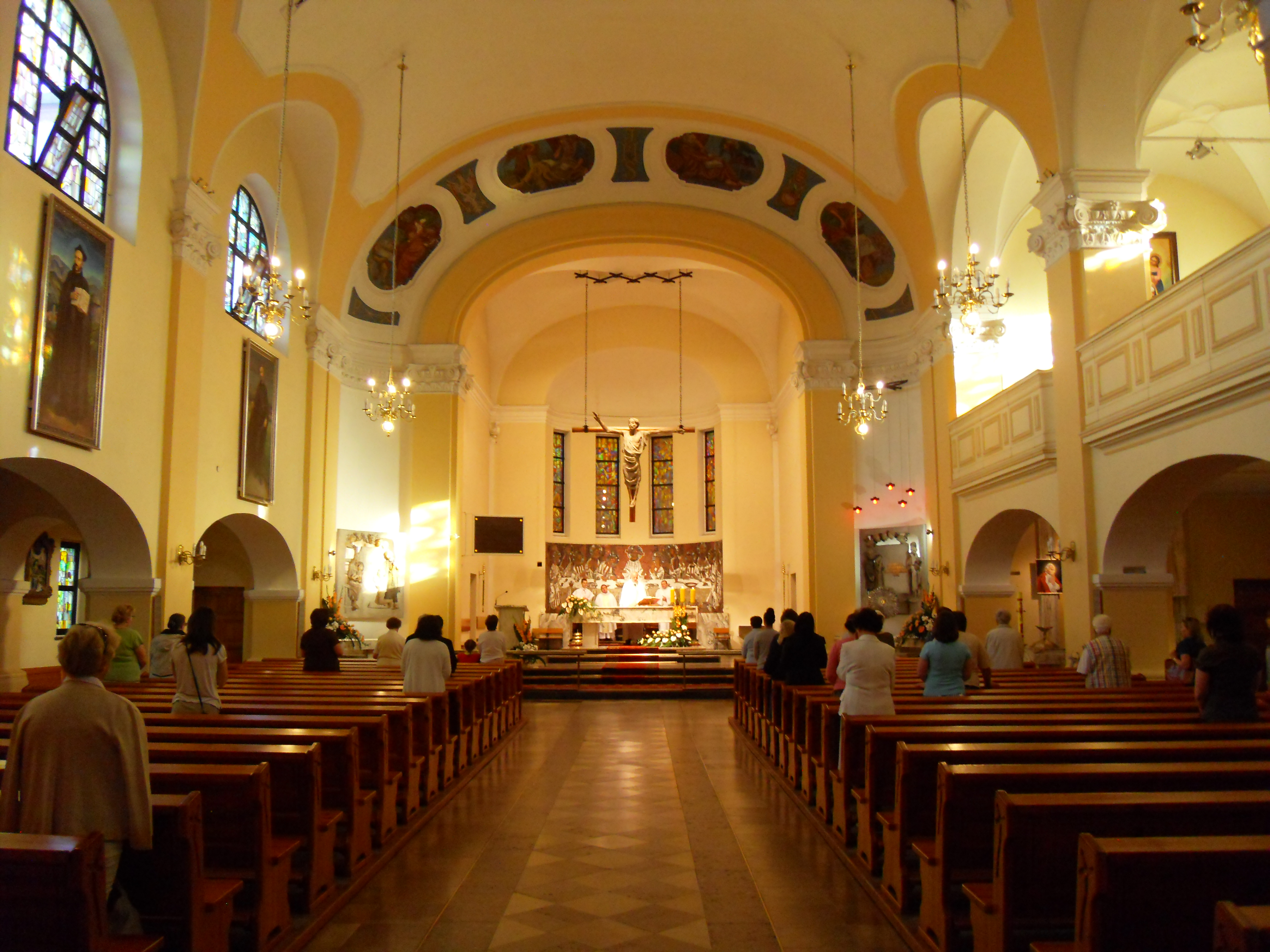
Wnętrze kościoła

Świątynia została wzniesiona w latach 1913–1916 w stylu neobarokowym jako ewangelicki kościół Chrystusa (niem. Christuskirche). Kamień węgielny został położony w dniu 4 czerwca 1913 roku, natomiast w dniu 31 lipca 1916 roku nastąpiło otwarcie i poświęcenie kościoła. Podczas uroczystości obecna była para książęca: następca niemieckiego tronu Wilhelm Hohenzollern razem z żoną Cecylią Mecklenburg-Schwerin. Ta księżniczka ufundowała dla świątyni m.in. chrzcielnicę oraz ozdobne egzemplarze Pisma Świętego – jeden do odprawiania nabożeństw, drugi do biura parafialnego. Kościół przetrwał II wojnę światową bez zniszczeń. Po opanowaniu Gdańska przez wojska sowieckie, w świątyni mieścił się obóz przejściowy dla jeńców niemieckich. Dzięki staraniom ojca Brunona Pawelczyka, kościół stał się własnością zakonu jezuitów. W dniu 15 kwietnia tegoż roku budowla została oficjalnie poświęcona i otwarta, otrzymując obecne wezwanie. W dniu 20 kwietnia wojewoda Stanisław Okęcki wydał zgodę na przekazanie świątyni zakonnikom. W dniu 5 sierpnia, po wyjeździe ludności i duchowieństwa niemieckiego jezuici objęli parafię w całości. W dniu 24 maja 1948 roku został uroczyście poświęcony obraz Matki Bożej Ostrobramskiej. Kościół nazywany jest Dużym, dla odróżnienia od kościoła pomocniczego św. Krzyża, zwanego Małym.

## Dzwony
Na wieży wiszą 2 dzwony. Upamiętniają poległych w latach I wojny światowej. Nie posiadają zachowanych napisów, ale mają tabliczki potwierdzające odlanie ich w niemieckim Torgau.
|            | Waga (kg) | Ton uderzeniowy | Średnica | Rok odlania | Odlewnia                                        |
| ---------- | --------- | --------------- | -------- | ----------- | ----------------------------------------------- |
| Mały dzwon | ~700 kg   | h'(-)           | 109 cm   | 1924        | Linke-Hoffmann-Lauchhammer-Gesselschaft, Torgau |
| Duży dzwon | ~2000 kg  | e'              | 160 cm   | 1924        | Linke-Hoffmann-Lauchhammer-Gesselschaft, Torgau |